# 献宗 (西夏)
献宗（けんそう）は、西夏の第9代皇帝。諱は徳旺。

## 生涯
第8代皇帝の神宗の次男。兄の李徳任が父に廃されたために皇太子となり、光定13年（1223年）12月よりモンゴルによる第4次西夏遠征が開始されると、神宗より帝位を譲られた。
この時期になると襄宗・神宗の政策の誤りにより国勢回復が不可能な状態となっていたが、献宗は即位するとそれまでの反金政策を改め、再度修好を結ぶ外交政策に転換する。乾定3年（1225年）に正式に修好したが、この時期は金がモンゴル軍に包囲される状態であり、また西夏軍による反モンゴル活動にも限界があり、結局人質を提供することを条件にモンゴルと和議が成立した。
しかし乾定4年（1226年）、金と修好したことを理由としてチンギス自ら率いる遠征軍の侵攻を受ける。甘州や粛州の諸城が次々と陥落するという閉塞した状況の中で、失意の内に病死した。享年46。